# Per 100.000 dollari t'ammazzo
Per 100.000 dollari t'ammazzo è un film del 1967, diretto da Giovanni Fago con lo pseudonimo di Sidney Lean.

## Trama
Il giovane Clint Forest, dopo aver ucciso suo padre nel corso di un diverbio, fa in modo che l'assassino sia il fratellastro Johnny. Scontati dieci anni di reclusione, Johnny si mette alla ricerca di Clint, diventato un criminale, sul cui capo pende una pericolosa taglia.